# Corgatha pygmaea
Corgatha pygmaea är en fjärilsart som beskrevs av Alfred Ernest Wileman 1911. Corgatha pygmaea ingår i släktet Corgatha och familjen nattflyn. Inga underarter finns listade i Catalogue of Life.